# Bruno Brivonesi
Ne doit pas être confondu avec Bruto Brivonesi, amiral et frère de Bruno Brivonesi
Bruno Brivonesi (Ancône, 16 juillet 1886 - Rome, 1er décembre 1973) était un amiral italien qui a participé à la guerre italo-turque, à la Première Guerre mondiale et à la Seconde Guerre mondiale.
Il a été un pionnier de l'aviation navale, pilotant des dirigeables et des hydravions. Son frère, Bruto Brivonesi, était également amiral.

## Biographie
Né à Ancône le 16 juillet 1886, fils de Benedetto et Ida Costanzi, il entre à l'Académie royale navale de Livourne d'où il sort avec le grade d'enseigne (guardiamarina). Il participe aux opérations de sauvetage lors du tremblement de terre de Messine en 1908, reçoit une citation solennelle et est décoré de la médaille de bronze pour la valeur civile. Le 30 janvier 1910, il est affecté, avec d'autres officiers, au premier cours de pilotage de dirigeables à l'école de dirigeables (Scuola dirigibilisti) de Vigna di Valle, et commence le cours le 15 février de la même année.
Vers la fin du mois d'août 1911, il participe en tant que pilote du dirigeable P.2 aux grandes manœuvres du Regio Esercito qui se déroulent à Monferrato, en présence du chef d'état-major, le général Alberto Pollio. À cette occasion, il a l'honneur de transporter à bord du dirigeable Vittorio Emanuele III et son aide de camp général, le contre-amiral Paolo Thaon de Revel.
Le 29 septembre suivant, la guerre italo-turque éclate, et il part pour la Libye comme pilote de dirigeable le 3 décembre, arrivant à Tripoli avec des membres du service au dirigeable P.2 qui commence ses opérations de guerre en mars 1912.
À son retour en Italie, il est embarqué, en tant que second directeur de tir, sur le cuirassé Dante Alighieri, pour être ensuite envoyé à la station d'hydravions de l'île de Sant'Andrea à Venise afin d'obtenir sa licence de pilote d'hydravion, en vue d'embarquer un Curtiss Model F. Après avoir suivi un cours à l'Académie navale, il est promu lieutenant de vaisseau (tenente di vascello) en 1913 et ré-embarque sur le cuirassé, où il reste jusqu'en octobre de la même année, date à laquelle il est destiné à embarquer sur un nouveau type de dirigeable alors en construction au port d'hydravions de Vigna di Valle, le V.1 Città di Jesi. Après l'entrée en guerre du royaume d'Italie le 24 mai 1915, le 28 juin suivant, il prend le commandement du dirigeable et de l'aéroport de Ferrare. Le 5 août à 21 heures, il décolle de Ferrare aux commandes de son dirigeable pour effectuer un raid de bombardement contre la base navale de Pula. Arrivé sur la cible à 23h40, la violente réaction anti-aérienne frappe le Città di Jesi, qui est gravement endommagé et commence à perdre de l'altitude jusqu'à ce qu'il touche la surface de la mer. Après avoir tenté de détruire le dirigeable, lui et son équipage sont secourus et faits prisonniers par un torpilleur austro-hongrois. Transféré au camp de prisonniers de Mauthausen, il est retourné dans son pays deux ans plus tard en feignant une maladie grave, ce qui a facilité son rapatriement pour raisons de santé.
Après la fin du conflit, il devient successivement commandant des dirigeables M.15 et M.6, du destroyer Solferino, des croiseurs éclaireurs Nicolò Zeno et Carlo Mirabello et du destroyer Insidioso.
Pendant les années 30, il est détaché au commandement de la Regia Aeronautica, et entre le 8 novembre 1935 et le 6 septembre 1936, en tant que capitaine de vaisseau (capitano di vascello), il est commandant du croiseur lourd Trento. Entre la fin de 1936 et 1939, il est attaché naval à l'ambassade d'Italie à Londres, s'occupant des relations entre les deux marines au moment de la guerre civile espagnole et en juillet 1938, avec le grade de contre-amiral (Contrammiraglio), il dirige une formation navale composée des navires-écoles Amerigo Vespucci et Cristoforo Colombo, avec à son bord des cadets de l'Académie navale, pour un voyage éducatif en Irlande.
Entre 1939 et le 24 avril 1940, il est commandant de l'Académie navale de Livourne, puis prend en charge celui du Commandement supérieur de la marine "Libye", arborant son insigne sur le mouilleur de mines Monte Gargano.
Le 24 avril 1941, il remplace le contre-amiral Luigi Sansonetti à la tête de la 3e division navale, composée des croiseurs lourds Trento et Trieste, et des destroyers Alpino, Bersagliere, Fuciliere, et Granatiere.
À la tête des unités de la 3e division navale, le 9 novembre 1941, il participe à la destruction du convoi Duisburg. En raison de l'issue désastreuse du combat, il est relevé de son commandement, remplacé par le contre-amiral Angelo Parona, et soumis à une procédure disciplinaire. Acquitté en juillet 1942, il est affecté à la garnison territoriale de "Marisardegna" avec un quartier général sur l'île de La Maddalena.
Après la chute du fascisme, le 25 juillet 1943, et l'arrestation qui s'ensuivit, Benito Mussolini fut transféré de Rome à l'île de La Maddalena. En tant que commandant militaire maritime autonome de la Sardaigne, il fut nommé responsable du prisonnier, qui était emprisonné à Villa Weber. Les deux hommes se détestent depuis la destruction du convoi de Duisbourg et leurs relations ont toujours été très froides. Le 27 août, il organise le transfert de Mussolini sur le continent à bord d'un hydravion CANT Z.506 "Alcione".
Lorsque l'armistice fut signé le 8 septembre 1943 (Armistice de Cassibile), il fut convoqué par l'amiral Raffaele de Courten à Rome, où il reçut à 12h30 des documents qu'il devait remettre à l'amiral Carlo Bergamini, commandant de la force navale de combat, lorsque le convoi sous son commandement passerait dans les environs de La Maddalena: il s'agissait des clauses de l'armistice et des instructions complémentaires. Cependant, le naufrage par les Allemands du cuirassé Roma, sur lequel Bergamini était embarqué, le 9 septembre, rend la mission inutile. Il retourne immédiatement à La Maddalena et doit faire face à la retraite de la Wehrmacht de la Sardaigne vers la Corse. Bien que les Allemands aient reçu un laissez-passer du général Antonio Basso pour leur évacuation de l'île, afin de garantir la sécurité du passage par les bouches de Bonifacio, ils décident de prendre le contrôle de la forteresse, dont la garnison compte des milliers d'hommes, armés de canons de gros calibre. Une poignée d'Allemands occupa par surprise le quartier général de la Regia Marina peu après midi le 9 septembre, faisant prisonnier Brivonesi lui-même ainsi que les officiers du commandement, qui ne furent libérés que quelques jours plus tard à la suite d'une réaction sanglante initiée par quelques sous-officiers, marins et carabiniers italiens, avec l'accord final entre les parties de ne pas se gêner mutuellement.
En avril 1946, il reçoit le titre de chevalier de l'ordre militaire de Savoie et est mis en congé permanent. En 1952 paraît le livre de l'écrivain Antonino Trizzino, "Navi e poltrone" (Navires et fauteuils), qui critique sévèrement ses actions lors de l'affrontement du 9 novembre 1941, allant jusqu'à l'accuser pratiquement de lâcheté face à l'ennemi. Il porte plainte contre l'écrivain pour diffamation et calomnie, mais en 1954, Trizzino est acquitté de toutes les accusations par le tribunal de Milan
Il est décédé à Rome le 1er décembre 1973.

## Distinctions honorifiques
- Chevalier de l'ordre militaire de Savoie

-- 31 mars 1946
 - Médaille d'argent de la valeur militaire

-- Il était un exemple d'énergie et d'activité dans les opérations d'atterrissage difficiles et l'assemblage de matériaux à partir des hangars de dirigeables. Il a effectué soixante excursions, dont certaines très audacieuses et dans des conditions difficiles, suscitant chaque fois les éloges de ses supérieurs et l'admiration de ceux qui l'accompagnaient pour son calme dans les moments les plus difficiles, pour son habileté et pour sa résistance aux plus grands efforts. Tripoli, 1911-1912.

-- Arrêté royal du 3 avril 1913.
 - Médaille d'argent de la valeur militaire

-- Commandant du dirigeable "Città di Jesi" (Ville de Jesi), il attaque une place forte en plein jour et dans des conditions inférieures. Il a bravé avec un courage admirable un feu anti-aérien vif et intense, infligeant de sérieux dégâts à son adversaire et démontrant son habileté et ses hautes vertus militaires. Haute Adriatique, 5 juin 1915.
 
-- Décret du 21 avril 1918 et 28 novembre 1918
 - Médaille d'argent de la valeur militaire

-- Commandant d'un dirigeable, sur lequel étaient embarqués des officiers de passage, après que le dirigeable ait été surpris par une violente tempête, il a réussi avec un calme admirable, combiné à une expertise technique complète, à éviter que le grave danger pour les biens et les personnes n'aboutisse à la perte totale du dirigeable et au sacrifice de son équipage, donnant une preuve claire et éclatante de ce que peut une forte volonté et la pleine vision de leurs responsabilités. Le ciel de Crotone, le 1er juillet 1922.

-- Arrêté royal du 18 décembre 1924
 - Médaille d'argent de la valeur militaire

-- Bien que non armé, il a poursuivi dans les escaliers d'un immeuble un malfaiteur qui, après avoir abattu un parent, tentait de s'enfuir et, après l'avoir rejoint après une fuite spectaculaire sur les toits, il l'a arrêté, faisant preuve d'initiative et d'audace. Tarente, 8 février 1933.

-- Arrêté royal du 19 juillet 1941
 - Croix de guerre de la valeur militaire

-- Détermination du 1er avril 1946
 - Chevalier de l'ordre de la Couronne d'Italie
 - Officier de l'ordre de la Couronne d'Italie

-- Arrêté royal du 28 octobre 1931
 - Commandeur de l'ordre de la Couronne d'Italie
 - Grand officier de l'ordre de la Couronne d'Italie 

-- Arrêté royal du 21 avril 1940
 - Chevalier de l'ordre des Saints-Maurice-et-Lazare
 - Officier de l'ordre des Saints-Maurice-et-Lazare
 - Commandeur de l'ordre colonial de l'Étoile d'Italie
 - Médaille d'argent de la Valeur civile 

-- Arrêté royal du 5 octobre 1933
 - Médaille de bronze de la Valeur civile 

-- 

## Publications
- Verso Mauthausen. Il dramma del “Città di Jesi”, Casa Editrice Ardita, Roma, 1933.
- Mare e Cielo. Ricordi e nostalgie di un pioniere dell'aeronautica, Giusti editore, Livorno, 1938.
- La commemorazione di Costanzo Ciano al Fascio di Londra, Regia Ambasciata d'Italia, [hors-série], Londra, 1939, page 20[N 8].
- La Marina e lo sviluppo iniziale dell'arma aerea, Rivista Marittima, Stato Maggiore della Marina Militare, Roma, 1959.
- Il castello aragonese “S. Angelo” di Taranto, Istituto Storico di Cultura dell'Arma del Genio, Roma, 1967.

## Sources
- (it) Cet article est partiellement ou en totalité issu de l’article de Wikipédia en italien intitulé « Bruno Brivonesi » (voir la liste des auteurs).

## Note
1. ↑  Il s'agissait du lieutenant Castruccio Castracane degli Antelminelli et des lieutenants Giulio Valli et Manfredo Gravina di Ramacca.
2. ↑  Il s'agit du commandant du chantier naval de dirigeables, le lieutenant Guido Scelsi, de douze officiers (lieutenants Giulio Valli, Emanuele Ponzio, Salvatore Denti Amari di Pirajno, Castruccio Castracane degli Antelminelli, capitaine du génie Luigi Mina, lieutenant d'artillerie Luigi Scelso, lieutenant des bersaglieri Giuseppe Manni, lieutenant du génie Tullio Biffi, sous-lieutenant de vaisseau Bruno Brivonesi, sous-lieutenants du génie Giuseppe Valle et Raffaele Senzadenari), cinq sous-officiers et 292 hommes de troupe.
3. ↑  Le jumeau P.3 est arrivé en Libye le 11 décembre.
4. ↑  L'école de vol de Sant'Andrea est dirigée par le lieutenant Manlio Ginocchio, avec le capitaine Alessandro Guidoni comme second instructeur. Les premiers élèves étaient le lieutenant Viotti Djalma, Guido Cavalieri, Bruno Brivonesi, le lieutenant machiniste Francesco Grütter et le chef mécanicien Enrico Mendoza.
5. ↑  Benito Mussolini, comme il l'a écrit dans son livre L'histoire d'une année, le tient personnellement responsable de la catastrophe navale, qui a coûté la perte de dix navires, sept navires marchands et trois navires de guerre, et la vie de plusieurs centaines de marins.
6. ↑  Le 19 août, il rend visite à Mussolini pour lui remettre un cadeau d'Hitler, qui lui est destiné, composé de 24 volumes des "Opera Omnia" de Friedrich Nietzsche dédicacés par le Führer.
7. ↑  Avec les amiraux Gino Pavesi, commandant de l'île de Pantelleria accusé de s'être rendu sans combattre les Anglo-Américains, et Priamo Leonardi, défenseur raté d'Augusta en juillet 1943.
8. ↑  Discours prononcé par le contre-amiral Bruno Brivonesi à l'ambassade d'Italie à Londres à l'occasion pour commémorer Costanzo Ciano.